# Liga Mundial Contra el Alcoholismo

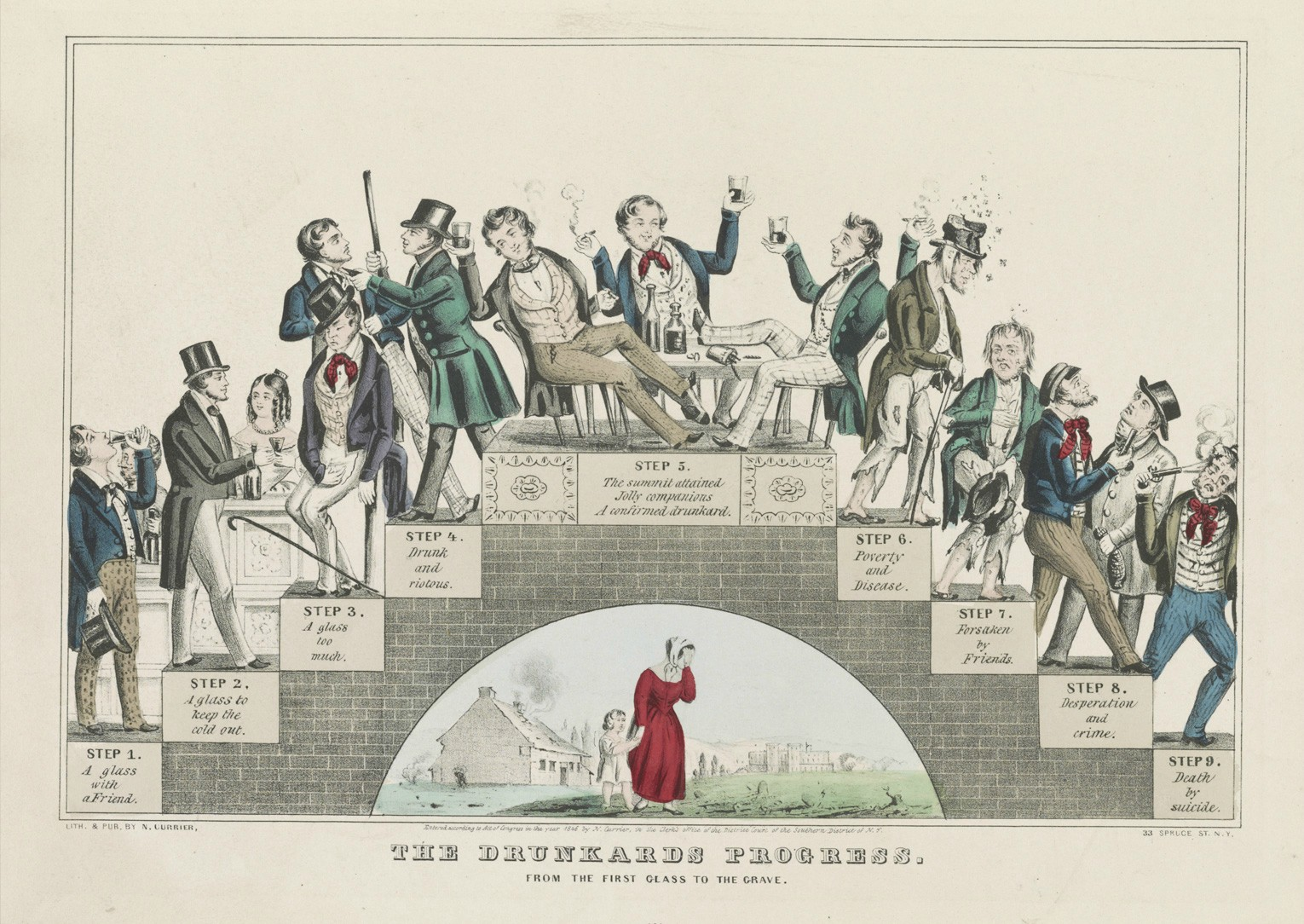
The Drunkard's Progress: una litografía de Nathaniel Currier que apoya el movimiento por la templanza, enero de 1846.

La Liga Mundial Contra el Alcoholismo (Inglés: World League Against Alcoholism) fue organizada por la Liga Anti-Saloon, cuyo objetivo fue establecer la prohibición no solo en los Estados Unidos sino en todo el mundo.
A medida que se acercaba la ratificación de la Decimoctava Enmienda que creaba la prohibición en los EE. UU., el líder de Anti-Saloon, Ernest Cherrington, promovió la creación de la Liga Mundial contra el Alcoholismo. Creada en 1919, la nueva organización cooperó con grupos de templanza en más de 50 países en seis continentes. Proporcionó asistencia, incluidos oradores y materiales educativos, para promover un movimiento internacional por la templanza .
Así como la Liga Anti-Saloon se opuso no sólo a los salones sino a cualquier consumo de alcohol, la Liga Mundial contra el Alcoholismo no sólo trató de prevenir el alcoholismo sino cualquier consumo de bebidas alcohólicas.
Tras la derogación de la prohibición en 1933, la fortuna de la Liga Anti-Saloon cayó drásticamente y se vio incapaz de seguir apoyando a la Liga Mundial contra el Alcoholismo.